# Tacazzea venosa
Tacazzea venosa är en oleanderväxtart som beskrevs av Joseph Decaisne. Tacazzea venosa ingår i släktet Tacazzea och familjen oleanderväxter. Inga underarter finns listade i Catalogue of Life.